# Allemagne de l'Est aux Jeux olympiques d'hiver de 1976
L'Allemagne de l'Est (République démocratique allemande) participe aux Jeux olympiques d'hiver de 1976, organisés à Innsbruck en Autriche. Cette nation prend part aux Jeux olympiques d'hiver pour la troisième fois en tant qu'équipe indépendante. La délégation est-allemande, formée de 59 athlètes (40 hommes et 19 femmes), obtient 19 médailles (7 d'or, 5 d'argent et 7 de bronze) et se classe au deuxième rang du tableau des médailles.

## Médaillés
| Médaille                            | Nom                                                                  | Discipline          | Épreuve                          |
| ----------------------------------- | -------------------------------------------------------------------- | ------------------- | -------------------------------- |
| Médaille d'or, Jeux olympiques      | Meinhard Nehmer Bernhard Germeshausen                                | Bobsleigh           | Bob à deux hommes                |
| Médaille d'or, Jeux olympiques      | Meinhard Nehmer Jochen Babock Bernhard Germeshausen Bernhard Lehmann | Bobsleigh           | Bob à quatre hommes              |
| Médaille d'or, Jeux olympiques      | Ulrich Wehling                                                       | Combiné nordique    | Individuel hommes                |
| Médaille d'or, Jeux olympiques      | Dettlef Günther                                                      | Luge                | Individuel hommes                |
| Médaille d'or, Jeux olympiques      | Hans Rinn Norbert Hahn                                               | Luge                | Doubles                          |
| Médaille d'or, Jeux olympiques      | Margit Schumann                                                      | Luge                | Individuel femmes                |
| Médaille d'or, Jeux olympiques      | Hans-Georg Aschenbach                                                | Saut à ski          | Tremplin normal hommes           |
| Médaille d'argent, Jeux olympiques  | Ute Rührold                                                          | Luge                | Individuel femmes                |
| Médaille d'argent, Jeux olympiques  | Romy Kermer Rolf Österreich                                          | Patinage artistique | Couples                          |
| Médaille d'argent, Jeux olympiques  | Andrea Ehrig                                                         | Patinage de vitesse | 3 000 mètres femmes              |
| Médaille d'argent, Jeux olympiques  | Jochen Danneberg                                                     | Saut à ski          | Tremplin normal hommes           |
| Médaille d'argent, Jeux olympiques  | Gert-Dietmar Klause                                                  | Ski de fond         | 50 kilomètres hommes             |
| Médaille de bronze, Jeux olympiques | Karl-Heinz Menz Frank Ullrich Manfred Beer Manfred Geyer             | Biathlon            | Relais 4 × 7,5 kilomètres hommes |
| Médaille de bronze, Jeux olympiques | Konrad Winkler                                                       | Combiné nordique    | Individuel hommes                |
| Médaille de bronze, Jeux olympiques | Hans Rinn                                                            | Luge                | Individuel hommes                |
| Médaille de bronze, Jeux olympiques | Christine Errath                                                     | Patinage artistique | Simple femmes                    |
| Médaille de bronze, Jeux olympiques | Manuela Groß Uwe Kagelmann                                           | Patinage artistique | Couples                          |
| Médaille de bronze, Jeux olympiques | Henry Glaß                                                           | Saut à ski          | Grand tremplin hommes            |
| Médaille de bronze, Jeux olympiques | Monika Debertshäuser Sigrun Krause Barbara Petzold Veronika Schmidt  | Ski de fond         | Relais 4 × 5 kilomètres femmes   |